# فرناندو غونزاليس (لاعب كرة طائرة)
فرناندو غونزاليس (بالإسبانية: Fernando González)‏ (30 يونيو 1989 في فنزويلا - ) هو لاعب كرة طائرة فنزويلا.

## وصلات خارجية
- فرناندو غونزاليس على موقع أوليمبيديا (الإنجليزية)